# جبل نونمارك
جبل نونمارك، هو جبل يبلغ ارتفاعه 3556 قدمًا (1,084 م) بالقرب من سانت هوبرتس في منطقة هاي بيكس في آديرونداكس في نيويورك بالولايات المتحدة. توفر القمة البارزة إطلالات بزاوية 360 درجة، بما في ذلك دكس العظيم وسلسله جبل دكس وجبل جينت ووادي نهر أوسابل وقرية كين. عند رؤيتها من قرية وادي كين القريبة، حيث تهيمن على المنظر، تكون قمة جبل نونمارك تحت أشعة الشمس بشكل أو بآخر في منتصف النهار.
هناك مساران أعلى الجبل. مسار فيليكس أدلر، الذي سمي على اسم الدكتور فيليكس أدلر، مؤسس جمعية الثقافة الأخلاقية والمتنزه الذي أمضى الصيف في سانت هوبرت، بالقرب من بداية الطريق. تم تسمية درب ستيمسون على اسم هنري إل ستمسون، الذي اكتشف المسار الأصلي، والذي شغل منصب وزير الخارجية في عهد هربرت هوفر ووزير الحرب في عهد فرانكلين دي